# 3089 Оуцзяньцюань
3089 Оуцзяньцюань (3089 Oujianquan) — астероїд головного поясу, відкритий 3 грудня 1981 року.
Тіссеранів параметр щодо Юпітера — 3,189.